# B-boy Lilou

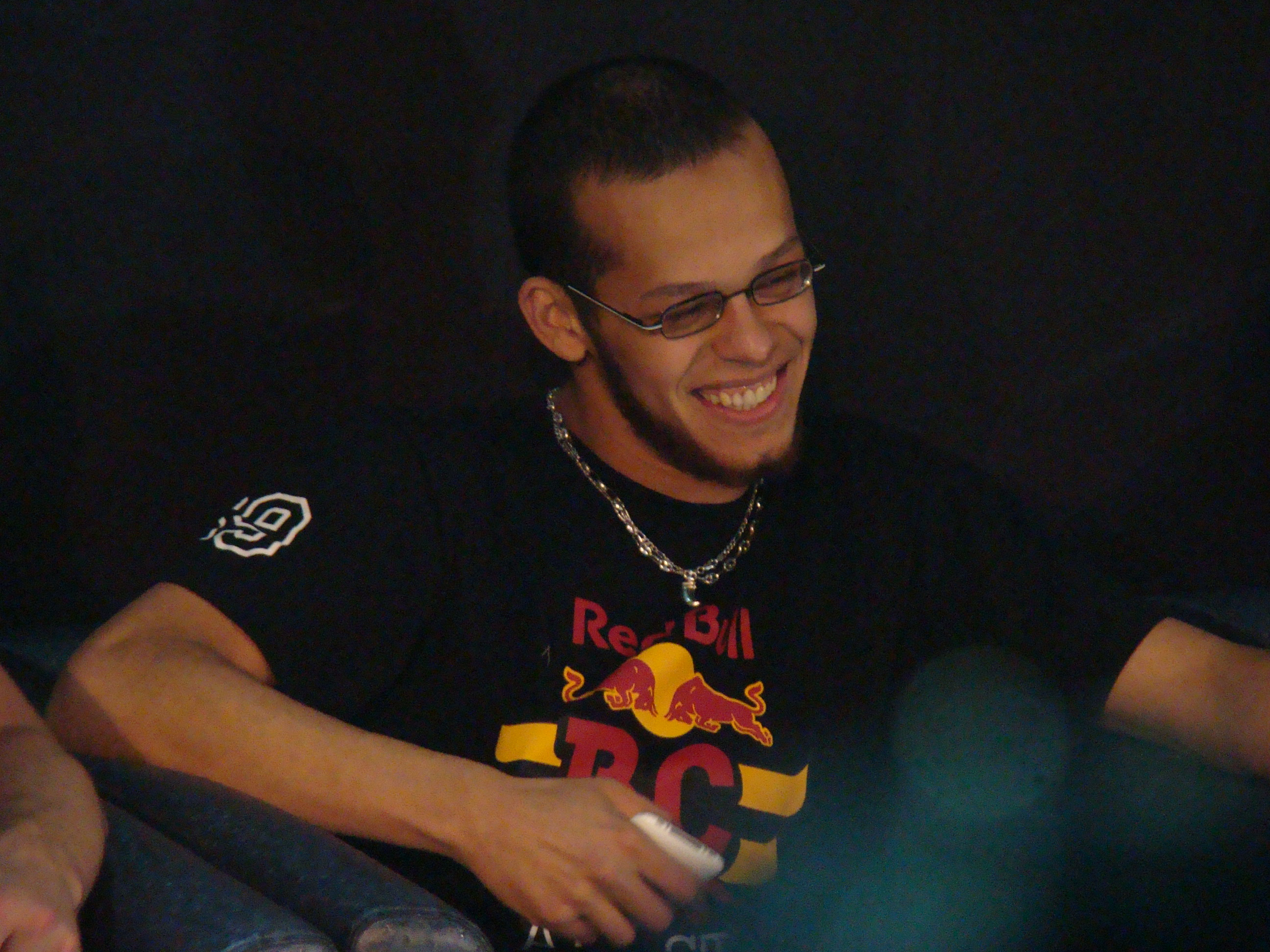
Lilou - jako członek jury Red Bull BC One Baltic

Ali Ramdani (1984), znany pod pseudonimem Lilou, jest b-boyem algieryjsko-francuskiego pochodzenia z miasta Lyon.
Swoją karierę taneczną rozpoczął w 1999 roku. Jest członkiem francuskiego zespołu Pockemon Crew, który wygrał wiele międzynarodowych nagród, zarówno z zespołem, jak i w solowych tańcach. Lilou zdobył czarny pas kung-fu w wieku szesnastu lat.
Został zwycięzcą zawodów Red Bull BC One w 2005 i 2009 roku. Do roku 2013 był on jedynym b-boyem, który dwa razy wygrał Red Bull BC One. Zwyciężył również w zawodach Battle of the Year 2002 z drużyną Pockemon Crew.
W 2010 roku Lilou wziął udział w teledysku The Chemical Brothers – Midnight Madness.
Do swoich największych autorytetów zalicza Michaela Jacksona, Zinédine Zidane'a, Muhammada Ali oraz Jamiroquai.